# 고재욱 (언론인)
고재욱(高在旭, 1903년 5월 3일 ~ 1976년 6월 22일)은 일제강점기와 대한민국의 언론인으로, 동아일보사의 주필, 사장, 회장 등을 역임했다. 김성수의 처조카로, 그의 본처 고광석의 조카였다. 호 심강(心崗). 전남 담양(潭陽) 출생

## 생애
김성수의 처조카로 그의 본처 고광석의 친정 오빠 고광준의 아들이자, 개화파 관료였던 고정주의 손자였다. 일본에 유학, 1930년 일본 교토대학(京都大學) 경제학부를 졸업하였다. 1931년 동아일보사에 입사, 1940년 편집국장이 되었으나 같은해 일본이 《동아일보》를 강제로 폐간하자, 고향에 돌아가 농업에 종사하며 항일(抗日) 민족주의의 입장을 굽히지 않았다. 1945년 8 ·15광복 이후 동아일보가 복간되자 동아일보 편집국장이 되었다가 한국 전쟁을 거친 뒤 동아일보의 주필(主筆)이 되었다. 사주인 송진우, 장덕수, 김성수의 연이은 죽음으로 공황상태에 빠진 동아일보의 혼란을 수습하고 다시 재건하였다.
1961년에 부사장을 겸하고, 1965년에 국제언론인협회(IPI) 한국위원장이 되었으며, 그 해 동아일보사 사장이 되었다. 그러나 동아일보가 민주당계 언론을 지향하면서 군사 정권과 마찰하였고, 그때마다 그는 군사 정권 관계자들을 설득하여 동아일보의 폐간 위기를 모면케 하였다. 1966년에 인촌기념사업회(仁村紀念事業會) 이사장, 1968년에 동아일보사 사장 겸 발행인이 되고, 1971년에 동아일보사 회장에 취임하였다. 
이후 친정부 성향으로 변신하여 1969년 국토통일원 고문으로 활약하였으며, 전국기자협회장 ·한국신문편집인협회장 ·신문윤리위원회위원장 등 언론 관련 단체의 장으로 위촉되어 활동했다. 서울시문화상을 수상하고, 정부로부터는 문화훈장 국민장을 받았다. 

## 사후
한국의 언론창달을 위하여 노력하였으며, 또 자유언론의 실현과 언론인의 지위향상에 크게 공헌하였다는 평가가 있다. 사후 1977년 '고재욱기념언론상'이 제정되었다.

## 같이 보기
- 김성수
- 송진우
- 장덕수
- 이아주
- 김상만
- 김상기
- 김병관